# Добрянський Агатон
Агатон Добрянський (*23 лютого 1892 — † 1945) — сотник Армії УНР, довголітній секретар і заступник гол. Організації Українців м. Львова.

## Життєпис
Народився у селі Знесіння під Львовом (тепер в межах міста). Закінчив старшинську школу у м. Мункач. Дружина Теодора Марія (уроджена з де Чечіль Винницьких), була скрипачка в Львівському театрі опери і балету.
Мав двох дітей: син Андрій (2.09.1930 — 1.02.2012), українсько-американський оперний співак; донька Дзвенислава Сілламаа(17.07.1932 — 20.04.2006), арфістка оркестри Львівської опери, і викладачка гри на арфі в Естонські академії музики й театру.

### На службіАвстрійської армії
З серпня 1914 р. служив у Легіоні Українських січових стрільців. Станом на 1 січня 1916 р. — четар 7-ї сотні Легіону. У вересні 1916 р., після бої за гору Лисоня потрапив до російського полону. Останнє звання в австро-угорській армії — лейтенант.

### Лютнева революція
При кінці 1916 р., втік з полону і опинився в Петербурзі де переховувався під прибраним прізвищем Короленко. Перебував там в студентських гуртожитках, серед вояків української національности. 
Коли страйк на Путиловському заводі починав подій Лютневої революції 17 лютого 1917 року, Добрянський став на чолове місце серед українських революційних виступів, і ще також серед вояцтва полку Волинської лейб-ґвардії, хто стали перші проти царату. В тих революційних тижнях, виголошував палкі промови й став популярною особою серед українців і революціонерів. Був головним організатором святкової маніфестації українського вояцтва, що відбулася до Шевченківської річниці 12 березня 1917 р. В поході, яким він проводив, брало участь понад 30 тисяч маніфестантів, головно вояків-українців.

### На службіУНР
Навесні—влітку 1918 р. працював у Міністерстві закордонних справ УНР та Української Держави, був довіреною особою С. Петлюри.
З 2 грудня 1918 р. — командир Уманського запасного полку військ Директорії. З 9 січня 1919 р. — начальник 19-ї дієвої дивізії Дієвої армії УНР.
22 червня 1919 р. отримав наказ про перебрання командування над 2-ю дивізією «Запорізька Січ» Дієвої армії УНР, але не зміг його виконати через спротив отамана дивізії Божка, повернувся у розпорядження штабу Дієвої армії УНР.
З 10 серпня 1919 р. — комендант м. Вінниця.
У жовтні 1919 р. — начальник Дністровської бригади Окремого корпусу кордонної охорони УНР. У 1920–1921 рр. — в Армії УНР не служив. Станом на 1922 р. — командир бригади 4-ї Київської дивізії Армії УНР.

### Наступні роки
У 1922 р. повернувся на батьківщину.
Після виїзду 1941 р. О.Ольжича і Я. Шумелди на схід України керував референтурою східних і центральних український земель (інша назва — референтура Сходу) при Крайовій екзекутиві ОУН у Львові, що координувала процес висилки похідних груп у Центральну та Східну Україну.
У жовтні 1943 р. вступив до 14-ї дивізії військ СС «Галичина», але згодом був звільнений.
Помер 1945 року, похований на Личаківському цвинтарі у Львові.